# Калаїд
Калаї́д, Калаї́с (грец. Kalais, Κάλαις) — один із крилатих синів бога північного вітру Борея та афінської царівни Орітії — бореадів, брат Зета, Клеопатри та Хіони, учасник походу аргонавтів.
Уявлявся, як і його брат, з чорно-синім волоссям та крилами, котрих не мав потреби використовувати через гарний фізичний розвиток — був вправним бігуном. За переказами Овідія, крила в братів виросли в юнацтві. Будучи швидкими та стрімкими, брати-бореади забезпечували в поході аргонавтів кораблеві попутній вітер.
По прибутті до фракійського Салмідесу, звільнили його царя Фінея, чоловіка сестри Клеопатри, від докучань гарпій. За іншою версією, звільнили Клеопатру з синами із в'язниці, куди вона була кинута за вказівками другої дружини Фінея — Ідеї. Брати передали владу в місті синам Клеопатри, а Ідею вислали на батьківщину, до Скіфії.
Різні версії побутують й щодо смерти Калаїда та його брата — є згадки, що вони загинули в битві з гарпіями, однак згадується, що Калаїд переміг в забігу вже після закінчення походу. За іншою версію, смерть їх настала пізніше, від руки Геракла, біля острова Тенос, позаяк відпливли без нього, або ж збирались вбити його, або ж перемогли в забігу. Могили їх, з нагробними стовпами, котрі ворушились та видавали звуки під час пориву північного вітру, були на острові Тенос.